# DiAN
DiAN（ディアン）は、日本の音楽ユニット。2019年結成。
北京出身でボーカル/歌詞/映像・アートワークを手掛ける静電場朔(セイデンバサク) と、東京で活動するサウンドプロデューサーのA-bee(アービー)、ソングライターのimmi(イミー)が組んだ日中クリエイターによるコレクティブ。

## メンバー
静電場朔 (セイデンバサク/Saku） - ボーカル/作詞/映像・アートワーク
中国語名、静电场朔。中国・北京に生まれ、アメリカ・ヨーロッパ・中東・アフリカといった様々な異種文化に深く影響を受けながら、放送やメディアに関する中国の最⾼高学府である中国伝媒⼤大学(National Communication University of China)卒業後、東京に拠点を移し、ポップアーティストとしてデザインや映像など様々なコンテンツを手掛ける、“weibo”(中国の最大SNS)では60万人以上のフォロワーを持つマルチクリエイター。
A-bee (アービー) - サウンドプロデュース
クラブミュージックからJ-POP、アニメ、ゲーム、CM、ラジオ、など様々なシーンで活躍し、エレクトロニックミュージックをベースにしながら、叙情的かつ緻密に計算された独特な構築音楽を作る日本屈指のサウンドプロデューサー。 2021年には、日本のアニメスタジオとスター・ウォーズのビッグプロジェクト『VISIONS』から「TO-B1」の劇伴音楽を担当。
immi (イミー) - ソングライティング (トップライナー)
シンガーソングライターとしてメジャーレーベルや国内外での活動を経て現在はメロディメイクのトップライナーとして様々な楽曲提供を行っている。

## 来歴
2020年7月24日、UKドラムンベース・シーンのベテランアーティスト、ロンドン・エレクトリシティことトニーコールマンとの共作曲作品「眼花 - yǎnhuā -」を1st配信リリース。 

同日、パックマン生誕４０周年を記念した公式コンピレーションに参加し、ビースティ・ボーイズのレーベルよりデビューし世界的な活躍をみせるバッファロー・ドーターとのスプリットシングル「PAC-MAN 40th ANNIVERSARY COLLABORATION Vol.3」が配信。パックマンサウンドをモチーフに、DiANは中国の人気ラッパーJ-FeverをフィーチャリングしたHIP HOPトラック「饕餮 TAOTIE」や、1982年に全米９位を記録した大ヒット曲「PAC-MAN Fever」をカヴァー。

後にKEN ISHII、パソコン音楽クラブ、sasakure.UK、中塚武、テイトウワ、スチャダラパー、Power-Pill(エイフェックス・ツイン)の楽曲も収録された公式コンピレーション・アルバム「JOIN THE PAC -PAC-MAN 40th Anniversary」に同2曲が収録。
2021年2月26日、「Lucky Rain / Moonbow Disco」を配信リリース。
同年、PAC-MAN 2021年のキャンペーンテーマ「Be PAC-TIVE!!」のタイアップとして、NYCとソウルを行き来するエレクトロニック・プロデューサー、DJ、ボーカリストのYaeji(イェジ)がDiANをフィーチャリングした楽曲「PAC-TIVE」を制作。

ミュージックビデオは、ロンドンを拠点に活動するビジュアルアーティストでエイフェックス・ツインなど最先端アーティストのための斬新で革新的な作品を手掛けるWEiRDCOREが制作し同年5月11日にyoutubeで先行公開された。

ビデオと楽曲は世界的に影響力のあるメディア「Pitchfork」など世界中の様々メディアで取り上げられ、同年7月1日にはYaeji feat. DiANのシングル「PAC-TIVE」としてDiANの所属するU/M/A/A Inc. から配信開始され、欧米からはYaejiの所属する、初期レイブカルチャーの伝説的英レーベルで、近年ではレディオヘッドやアデルなどもリリースする名門 XL Recordings から配信リリースされた。
同年8月4日、「Electric Dreams -电子白日梦-」を配信リリース。
同年11月、2011年にロンドンと東京、そして日本中を結びクラブアンセムとなった「ロンドンは夜８時 [LON8 ↔ TYO 4AM]」 (LONDON ELEKTRICITY Feat. AMWE)のリメイクカヴァー「銀河系夜八時」を10周年企画の一環として配信リリース。 DiANの静電場朔による中国語歌詞やボーカルがあらたにフィーチャーされ、「ロンドンは夜8時」の日本語歌詞を担当した川村由紀とDiANの共同プロデュースによって、原曲の世界観を継承しながら宇宙を舞台にあらたな世界観で制作。 ロンドン・エレクトリシティが当時のオリジナルトラックを再ミックスし制作されたバージョンに加え、DiANのオリジナルアレンジのバージョンも配信。
また、トニーコールマンとの共作曲作品「眼花 - yǎnhuā -」リリース時に一緒に制作されていた姉妹曲「紙鳶 - zhǐyuān-」も同月に配信され、 ロンドン・エレクトリシティとのコラボ３連続リリースとなった。

## ディスコグラフィ

### 配信限定
| 発売日         | タイトル                                                               | 備考 |
| -------------- | ---------------------------------------------------------------------- | --- |
| 2020年7月24日  | 眼花 - yǎnhuā -                                                        | トニーコールマンとの共作曲                                                                                      |
| 2020年7月24日  | PAC-MAN 40th ANNIVERSARY COLLABORATION Vol.3 (Buffalo Daughter / DiAN) | Buffalo Daughterとのスプリットシングル                                                                          |
| 2021年2月26日  | Lucky Rain / Moonbow Disco                                             | 2曲同時配信 |
| 2021年7月1日   | PAC-TIVE (Yaeji feat. DiAN)                                            | Yaejiとのコラボシングル                                                                                         |
| 2021年8月4日   | Electric Dreams -电子白日梦-                                           | |
| 2021年11月8日  | 銀河系夜八時 (London Elektricity ver.)                                 | ロンドン・エレクトリシティ feat. AMWE「ロンドンは夜８時」のリメイクカヴァー。原曲トラックの再ミックスバージョン |
| 2021年11月17日 | 銀河系夜八時                                                           | DiANオリジナルアレンジバージョン                                                                                |
| 2021年11月24日 | 紙鳶 - zhǐyuān-                                                        | トニーコールマンとの共作曲                                                                                      |

### 参加作品
| 発売日         | タイトル                                | 規格 | 規格品番      |
| -------------- | --------------------------------------- | ---- | ------------- |
| 2020年10月28日 | JOIN THE PAC -PAC-MAN 40th Anniversary- | CD   | UMA-1137-1138 |